# Juan Pueblo
Juan Pueblo es un personaje que representa al ciudadano de Guayaquil, que se ha convertido en un ícono en la cultura popular de la ciudad y un símbolo. Fue creado por el caricaturista Virgilio Jaime Salinas.

## Historia
Fue creado en 1918, por el caricaturista Virgilio Jaime Salinas, cuando contaba con 17 años de edad. El personaje en sus inicios lucía un sombrero, pantaloneta a cuadros, descalso y flaco. Las viñetas fueron publicadas en una revista semanal llamada Kaleidoscopio, del diario El Telégrafo, donde trataba temas de economía, política, ambiente y sociedad, como un contestatario crítico a la época.
En las siguientes décadas del 20 y 40, su aspecto cambió a uno mas caricaturesco, con un sombrero negro y puntiagudo, junto a un perro que lo acompañaba. Años después fue ilustrado por Miguel Ángel Gomez Cruz, para el diario El Universo, en la sección "Lo que se ve" y "Momento gráfico", de forma diaria.
Salinas renombró al personaje como Don Claro Mirón, al retomarlo unos años después, hasta que en 1966, Luis Peñaherrera lo transformó en una caricatura política para la sección "Flechazos".
En 1992, el personaje tuvo otro cambio y fue solicitado por el alcalde de Guayaquil, León Febres-Cordero, para convertirlo en imagen de la ciudad, por lo que se lo puede ver en los desfiles de las fiestas julianas.